# Корсар (ПТРК)
Корсар — український протитанковий ракетний комплекс розробки конструкторського бюро «Луч». Калібр: 107 мм.
Розробник комплексу — генконструктор КБ «Луч» Олег Коростельов. Випробування комплексу тривали в 2013 році, був прийнятий на озброєння ЗСУ в серпні 2017 року.

## Історія
25 липня 2013 на полігоні під Києвом відбулись успішні випробування комплексу. Серед іншого, ПТРК «Корсар» продемонстрував можливість вести вогонь як керованою, так і некерованою ракетою, базуючись на одній і тій самій пусковій установці.
У грудні 2016 року стало відомо про успішне проходження комплексом чергових випробувань.
29 серпня 2017 року ДК «Укроборонпром» повідомив, що Легкий переносний ракетний комплекс «Корсар», який розроблений ДП «Державне Київське Конструкторське Бюро „Луч“», прийнятий на озброєння Збройних Сил України у відповідності до наказу Міноборони.
Прийняттю на озброєння нового ракетного комплексу передував цілий комплекс із заводських та державних випробувань у присутності самих військових, під час яких «Корсар» підтвердив свої високі характеристики.
Окрім того, КБ «Луч» вже достроково виготовило та поставило до Збройних Сил України більше 50 ракет до «Корсару» разом із визначеною замовником кількістю пускових установок.
У листопаді 2018 року була представлена модифікація пускової установки з тепловізійною камерою грецького виробництва.
Під час XVI виставки «Зброя та безпека», що проходила в жовтні 2019 року, була представлена модифікація пускової установки з тепловізійною камерою виробництва Ізюмського приладобудівного заводу.
14 липня 2020 року Генеральний директор ДККБ «Луч» Олег Коростельов повідомив, що нове керівництво Міністерства оборони поставило завдання негайно прийняти на озброєння ракетний комплекс «Корсар» з тепловізором, що забезпечить його бойове застосування вночі. За його словами, у КБ «Луч» триває робота над своїм тепловізором, проте зараз простіше придбати недорогий тепловізор. «Не забувайте — „Корсар“ це 2,5 кілометрів, зараз ринок викидає багато болометричних, тобто неохолоджуваних, тепловізорів, які працюють приблизно на таку відстань», — зауважив Коростильов. «І непогано працюють. Ми знаходимо виробників, які по скромній ціні продають такий тепловізор, пристосовуємо його. Потім виробник погоджується виробляти його саме у такому конструктиві, та з таким програмним забезпеченням. І ми з ним працюємо» — заявив він.

## Характеристики

### Огляд

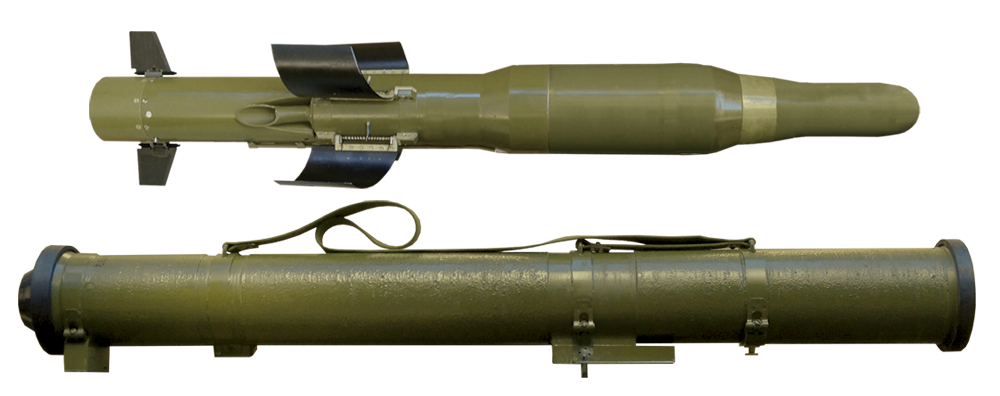
Ракета і контейнер «Корсар»

Призначений для ураження нерухомих і рухомих броньованих цілей з будь-якими видами і типами броні — танків, БТРів, швидкісних десантних катерів, а також малорозмірних цілей — дотів, вертольотів, безпілотників.
Дальність стрільби ПТРК — до 2,5 км, ракета, що летить по лазерному променю, керована.
За точність наведення комплексу відповідає одна з передових серійних розробок «Ізюмського приладобудівного заводу» — прилад наведення ПН-КУ. Забезпечує наведення ракети на дальності до 2,5 км в межах ± 250 мм.
Модифікація пускової установки з тепловізійною камерою грецького виробництва дозволяє ефективно розпізнавати цілі та точно уражати ціль на відстані 2,5 км вдень та на 1,7 км в темну пору доби.
Маса ракети в контейнері — 15,5 кг. Температурний діапазон застосування від −40 до +60 °C. «Корсар» доволі легкий — ракету можна вистрілити з плеча, її потужності достатньо для знищення практично всіх наявних видів бронетехніки, а керованість забезпечує до 100 % ураження цілі. Вартість «Корсара», за словами військових експертів, втричі нижча, ніж у закордонних аналогів — близько 130 тис. дол, а ракети — вчетверо (20 тис. дол).
Головною особливістю в «Корсар», є те, що при своїх габаритах і масі він має напівавтоматичну систему орієнтування керованої ракети в промені лазера з високою завадозахищеністю від впливу активних перешкод. Протитанкові ракети комплексу «Корсар» не вимагають підсвічування цілі лазерним променем, а керуються шляхом орієнтування в інформаційному полі лазерного каналу керування за допомогою приймального пристрою, який знаходиться в хвостовій частині ракети.
За даними Себатьєна Робліна вартість пускової установки становила близько $120 тисяч, а однієї ракети (без уточнення варіанту) близько $20 тисяч у 2017 році.

### Номенклатура ракет
КБ «Луч» для «Корсару» розробило дві керовані ракети: РК-3К та РК-3ОФ.
- РК-3К оснащена тандемною кумулятивною бойовою частиною, яка призначена для ураження сучасних броньованих нерухомих і рухомих об'єктів, які мають комбіновану, рознесену або монолітну броню, у тому числі з динамічним захистом, а також завислих вертольотів. Ця ракета забезпечує бронепробиття за динамічним захистом не менше 550 мм.[4]
- РК-3ОФ оснащена осколково-фугасною бойовою частиною з ударним ядром та призначена для ураження легкоброньованих об'єктів, споруджень польового типу (ДОТ, ДЗОТ) і живої сили. У ході випробувань було досягнуто наскрізне пробиття бронеплити товщиною 50 мм.[4]

## Використання
ПТРК «Корсар» може бути використаний в складі бойових модулів. Зокрема, 1 комплекс встановлений у бойовому модулі «Блік-2М» розробки Київського бронетанкового заводу, та призначеному для встановлення на легкоброньовану військову техніку, наприклад ББМ «Дозор-Б».

## Бойове застосування

### Російсько-українська війна
- 1 квітня 2022 року на Харківщині розрахунок ПТРК «Корсар» 95 ОДШБр поцілив у вертоліт Мі-8 російських загарбників. Після влучення ракети некерований борт зіштовхнувся у повітрі з другим Мі-8 армійської авіації противника. Як наслідок, обидва вертольота було знищено. Командування ДШВ ЗСУ припускає, що це перший випадок успішного застосування ПТРК по повітряних цілях[10][11].

- 7-го травня 2022 року в телеграм каналі ДПС України було опубліковано відео з підписом: — «Український Корсар працює». На відео був виконаний пуск ракети в бік бронітехніки (можливо якась модель БТР), було вражено ціль. Після знерухомлення ракетою бронітехніка була зупинена та покинута екіпажем.

## Тактико-технічні характеристики
- Калібр ракети: 107 мм
- Максимальна дальність стрільби: 2500 м
- Час польоту на максимальну дальність: 12 с
- Система наведення: напівавтоматична за лазерним променем
- Бойова частина:[3]
  - РК-3К — тандемна кумулятивна. Бронепробиття за динамічним захистом: не менше 550 мм
  - РК-3ОФ — осколково-фугасна з ударним ядром. Бронепробиття: не менше 50 мм
  - термобарична
- Маса комплексу: 36 кг[2]
  - ракета в контейнері: 15,5 кг
- Габаритні розміри:
  - довжина контейнера: 1160 мм
  - зовнішній діаметр контейнера: 112 мм
- Температурний діапазон застосування: -40 — +60 °C

## Оператори
- Саудівська Аравія:
У серпні 2018 року було придбано 50 українських ПТРК «Скіф» та «Корсар» виробництва КБ «Луч». Партія включала 30 одиниць 130-мм ПТРК «Скіф» (виріб 215Т) з тепловізорами EYE-LR-S Aselsan, у комплекті з 200 ракетами РК-2С у контейнері (кумулятивні) та 10 ракетами РК-2І (інертні), 20 одиниць 107-мм ПТРК «Корсар» (виріб 216Т), у комплекті зі 100 ракет РК-3ОФ (осколково-фугасні), а також тренажер ПТРК «Корсар» та два розрізних макети ракети РК-3[12].
- Україна
Збройні Сили України: отримали понад 50 ракет та певну кількість пускових установок в 2017 році[4].
- Бангладеш[13]

### Україна
22 травня 2020 року на Чернігівщині відбулись типові випробування легкого переносного ракетного комплексу (ЛПРК) «Корсар» виробництва ДП "Держ ККБ «Луч» з тепловізійним прицілом. Організацію випробувань здійснив Державний науково-дослідний інститут випробувань і сертифікації озброєння та військової техніки (ДНДІ ВС ОВТ). Для визначення ефективного розпізнавання цілі та точності її ураження пуски ракет було здійснено як у світлу, так і в темну пору доби.
Фахівці ДНДІ ВС ОВТ під час випробувань забезпечували вимірювання точності траєкторних параметрів (дальність, швидкісні характеристики, просторові координати) руху ракети за допомогою радарної системи MFTR210040, яка автоматично супроводжувала її за допомогою радіолокаційного каналу з одночасною відеореєстрацією.

## Галерея

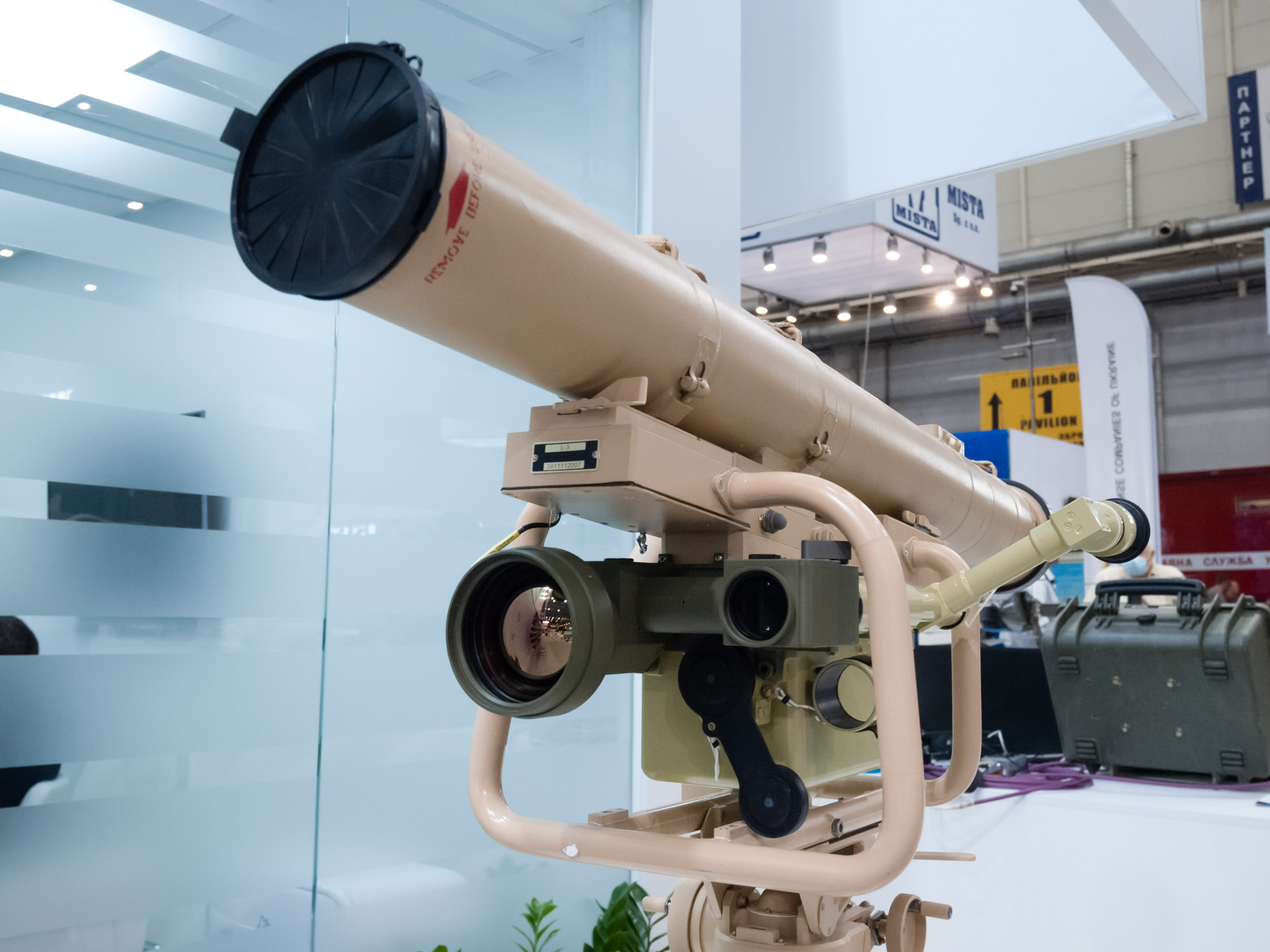
Зброя та безпека 2021
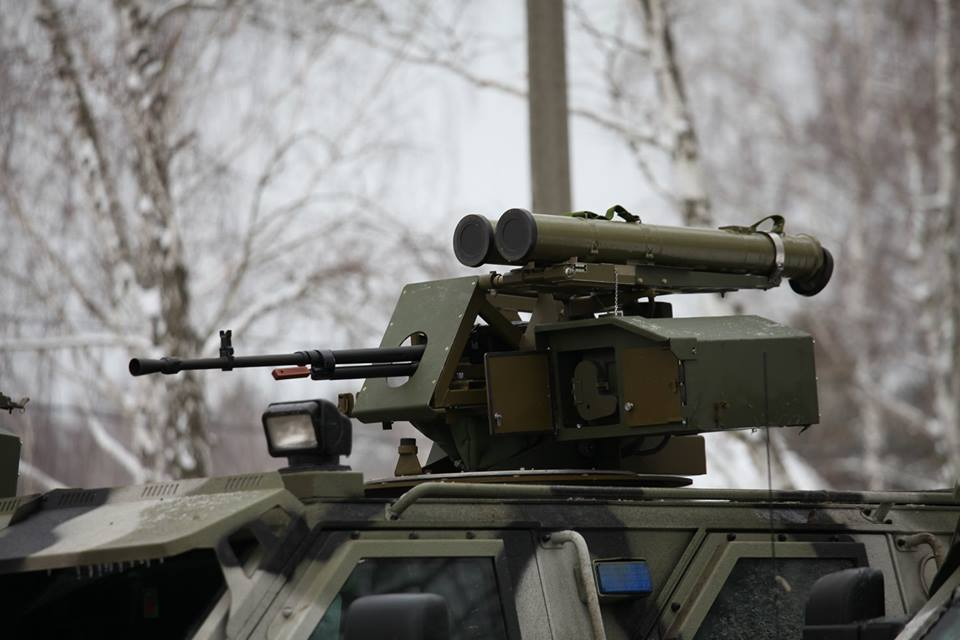
У складі бойового модуля Сармат